# Aleksandar Varjačić
Aleksandar Varjačić (Kirin Serbia: Александар Варјачић; sinh 23 tháng 5 năm 1991) là một hậu vệ bóng đá Serbia, thi đấu cho Radnički Kragujevac.

## Danh hiệu
Radnički Kragujevac
- Serbian League West (2): 2009–10, 2016–17[1]

Šapine
- Dunav Zone League: 2015–16[1]